# Kazimierz Hartleb
Kazimierz Jan Hartleb (ur. 6 lipca 1886 w Zimnej Wodzie, zm. 21 listopada 1951 w Toruniu) – polski historyk, profesor Uniwersytetu Jana Kazimierza we Lwowie i Uniwersytetu Mikołaja Kopernika, założyciel Unii Narodowo-Państwowej w 1922 roku.

## Życiorys
Był synem Adama (inspektora szkolnego) i Antoniny z Gołębiowskich, starszym bratem Mieczysława (historyka literatury i docenta na Uniwersytecie Warszawskim). W 1904 ukończył gimnazjum we Lwowie i podjął studia na Uniwersytecie Lwowskim w dziedzinie historii, uwieńczone doktoratem w 1909. W czasie studiów działał w Kole Historyków Uniwersytetu Lwowskiego o profilu postępowym i lewicowym (1904–1907). Od 1909 pracował w bibliotece uniwersyteckiej. Po przedstawieniu pracy habilitacyjnej Stosunki artystyczne na dworze ostatniego Jagiellona został w 1920 docentem historii kultury polskiej na Wydziale Humanistycznym Uniwersytetu Jana Kazimierza we Lwowie; do 1931 kierował Seminarium Kultury. W 1929 został mianowany profesorem tytularnym. W latach 1931–1932 był dyrektorem Biblioteki Sejmu Śląskiego w Katowicach. Po powrocie do Lwowa został dyrektorem Muzeum Przemysłu Artystycznego (1932–1936). Od 1935 do 1938 był redaktorem Ziemi Czerwieńskiej. W czasie okupacji sowieckiej Lwowa (1939–1941) pracował na uniwersytecie oraz w bibliotece szkoły średniej. W czasie okupacji niemieckiej (1941–1944) pracował jako urzędnik i brał udział w tajnym nauczaniu na podziemnym UJK we Lwowie (wypromował 5 doktorów i 11 magistrów). Był kierownikiem archiwum ZWZ-AK Obszaru Lwowskiego.
Zmuszony do wyjazdu ze Lwowa we wrześniu 1945 osiadł w Toruniu. Organizował Wydział Humanistyczny Uniwersytetu (był dziekanem w roku akademickim 1947/1948), jako profesor zwyczajny (nominacja w 1945) kierował Katedrą Historii Kultury Polski. Krótko przed śmiercią został członkiem korespondentem PAU (1951), brał udział w pracach Komisji Historycznej i Komisji dla Dziejów Oświaty i Szkolnictwa w Polsce PAU. Od 1920 był również członkiem przybranym Towarzystwa Naukowego we Lwowie, działał w Towarzystwie Naukowym w Toruniu (przewodniczący Wydziału I), Związku Historyków Sztuki i Kultury (wiceprezes), Polskim Towarzystwie Historycznym (członek zarządu).
Zajmował się historią kultury i dziejami reformacji. Prowadził przez wiele lat badania nad kulturą polską epoki humanizmu. Interesował się działalnością Jana Zambockiego, sekretarza Zygmunta Starego. Analizował historię reformacji na Litwie. W pracy Biblioteka Zygmunta Augusta. Studium z dziejów kultury królewskiego dworu (1928) przedstawił proces powstawania polskich księgozbiorów. W 1935 brał aktywny udział w VI Zjeździe Historyków Polskich w Wilnie; w latach 1935–1938 redagował pismo „Ziemia Czerwińska”.
Pochowany na cmentarzu Salwatorskim (kwatera SC11-C-13).

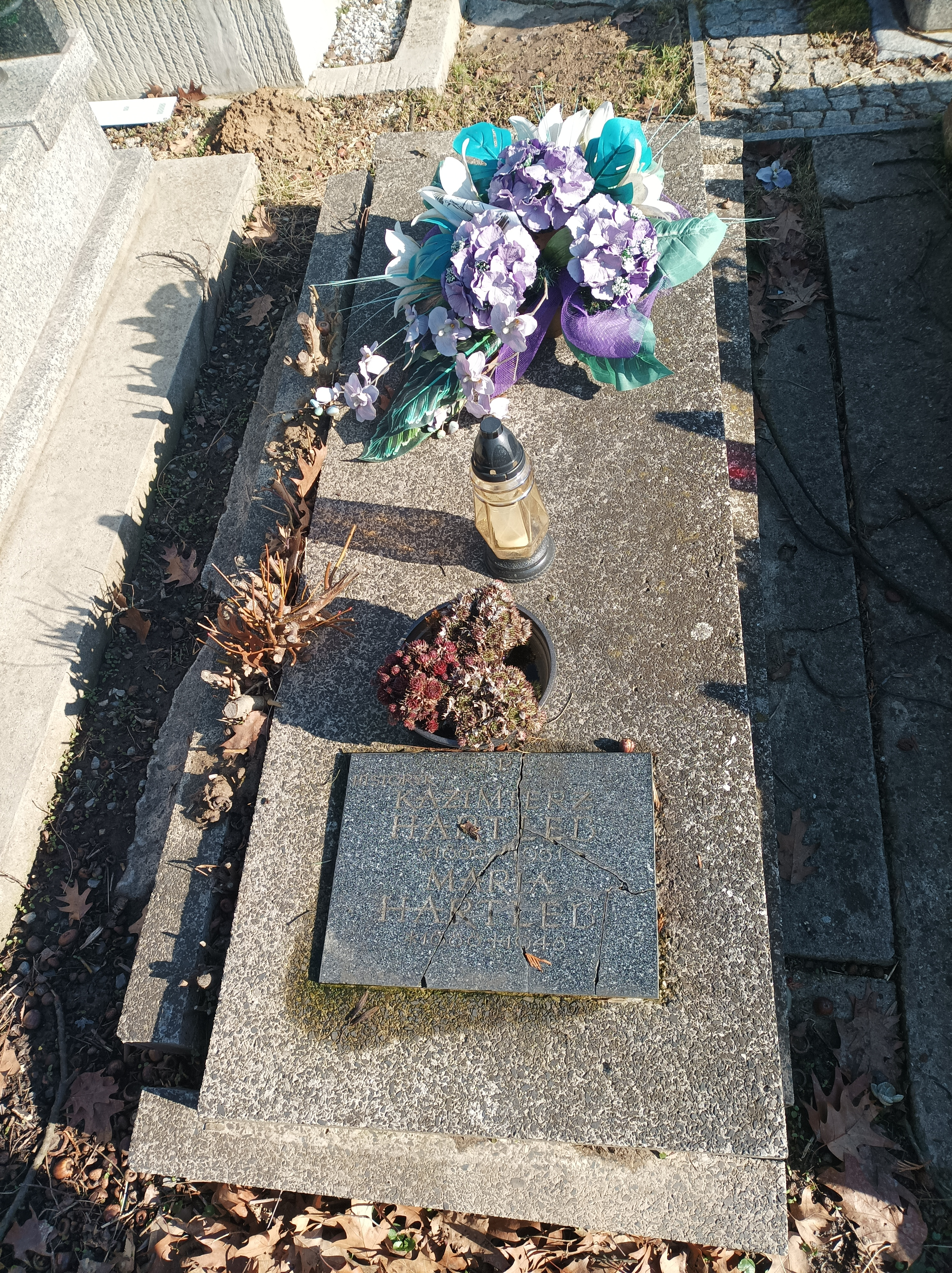
Grób prof. Kazimierza Hartleba na cmentarzu Salwatorskim w Krakowie

## Publikacje
- August Bielowski (1907)
- Kalwin a Polska. Stosunek do króla i możnowładców w świetle wzajemnej korespondencji (1912)
- Jan z Ocieszyna Ocieski, jego działalność publiczna i diariusz podróży do Rzymu (1917)
- Polskie dzienniki podróży w wieku XVI jako źródła do współczesnej kultury (1920)
- Działalność kulturalna biskupa-dyplomaty E. Ciołka (1929)
- Historia kultury (1937, ze Stanisławem Łempickim)
- Piotr Gamrat w świetle nieznanego życiorysu (1938)
- Kultura Polski (1945)
- Mikołaj Kopernik (Toruń, 1946)